# Lijst van administratieve eenheden in Quảng Trị
Deze lijst bevat een overzicht van administratieve eenheden in Quảng Trị (Vietnam).
De provincie Quảng Trị ligt in het midden van Vietnam. Ten oosten ligt de Zuid-Chinese Zee en in het westen grenst het aan Laos. De oppervlakte van de provincie bedraagt 4760,1 km² en Quảng Trị telt ruim 626.300 inwoners. Quảng Trị is onderverdeeld in een stad, een thị xã's en acht huyện.

## Stad

### Thành phốĐông Hà
- Phường 1
- Phường 2
- Phường 3
- Phường 4
- Phường 5
- Phường Đông Giang
- Phường Đông Lễ
- Phường Đông Lương
- Phường Đông Thanh

## Thị xã

### Thị xãQuảng Trị
- Phường 1
- Phường 2
- Phường 3
- Phường An Đôn
- Xã Hải Lệ

## Huyện

### Huyện Cam Lộ
- Thị trấn Cam Lộ
- Xã Cam An
- Xã Cam Chính
- Xã Cam Hiếu
- Xã Cam Nghĩa
- Xã Cam Thanh
- Xã Cam Thành
- Xã Cam Thủy
- Xã Cam Tuyền

### Huyện Cồn Cỏ
- Cồn Cỏ

### Huyện Đa Krông
- Thị trấn Krông Klang
- Xã A Bung
- Xã A Ngo
- Xã A Vao
- Xã Ba Lòng
- Xã Ba Nang
- Xã Đa Krông
- Xã Hải Phúc
- Xã Hồng Thuỷ
- Xã Húc Nghì
- Xã Hướng Hiệp
- Xã Mò ó
- Xã Tà Long
- Xã Tà Rụt
- Xã Triệu Nguyên

### Huyện Gio Linh
- Thị trấn Cửa Việt
- Thị trấn Gio Linh
- Xã Gio An
- Xã Gio Bình
- Xã Gio Châu
- Xã Gio Hải
- Xã Gio Hòa
- Xã Gio Mai
- Xã Gio Mỹ
- Xã Gio Phong
- Xã Gio Quang
- Xã Gio Sơn
- Xã Gio Thành
- Xã Gio Việt
- Xã Hải Thái
- Xã Linh Hải
- Xã Linh Thượng
- Xã Trung Giang
- Xã Trung Hải
- Xã Trung Sơn
- Xã Vĩnh Trường

### Huyện Hải Lăng
- Thị trấn Hải Lăng
- Xã Hải An
- Xã Hải Ba
- Xã Hải Chánh
- Xã Hải Dương
- Xã Hải Hòa
- Xã Hải Khê
- Xã Hải Lâm
- Xã Hải Phú
- Xã Hải Quế
- Xã Hải Quy
- Xã Hải Sơn
- Xã Hải Tân
- Xã Hải Thành
- Xã Hải Thiện
- Xã Hải Thọ
- Xã Hải Thượng
- Xã Hải Trường
- Xã Hải Vĩnh
- Xã Hải Xuân

### Huyện Hướng Hóa
- Thị trấn Khe Sanh
- Thị trấn Lao Bảo
- Xã A Dơi
- Xã A Túc
- Xã A Xing
- Xã Ba Tầng
- Xã Húc
- Xã Hướng Lập
- Xã Hướng Linh
- Xã Hướng Lộc
- Xã Hướng Phùng
- Xã Hướng Sơn
- Xã Hướng Tân
- Xã Hướng Việt
- Xã Tân Hợp
- Xã Tân Lập
- Xã Tân Liên
- Xã Tân Long
- Xã Tân Thành
- Xã Thanh
- Xã Thuận
- Xã Xy

### Huyện Triệu Phong
- Thị trấn Ái Tử
- Xã Triệu An
- Xã Triệu Đại
- Xã Triệu Độ
- Xã Triệu Đông
- Xã Triệu Giang
- Xã Triệu Hòa
- Xã Triệu Lăng
- Xã Triệu Long
- Xã Triệu Phước
- Xã Triệu Sơn
- Xã Triệu Tài
- Xã Triệu Thành
- Xã Triệu Thuận
- Xã Triệu Thượng
- Xã Triệu Trạch
- Xã Triệu Trung
- Xã Triệu Vân
- Xã Triệu Ái

### Huyện Vính Linh
- Thị trấn Bến Quan
- Thị trấn Cửa Tùng
- Thị trấn Hồ Xá
- Xã Vĩnh Chấp
- Xã Vĩnh Giang
- Xã Vĩnh Hà
- Xã Vĩnh Hiền
- Xã Vĩnh Hòa
- Xã Vĩnh Khê
- Xã Vĩnh Kim
- Xã Vĩnh Lâm
- Xã Vĩnh Long
- Xã Vĩnh Nam
- Xã Vĩnh Ô
- Xã Vĩnh Sơn
- Xã Vĩnh Tân
- Xã Vĩnh Thạch
- Xã Vĩnh Thái
- Xã Vĩnh Thành
- Xã Vĩnh Thủy
- Xã Vĩnh Trung
- Xã Vĩnh Tú